# La Cuadra Centauro 7,5 HP

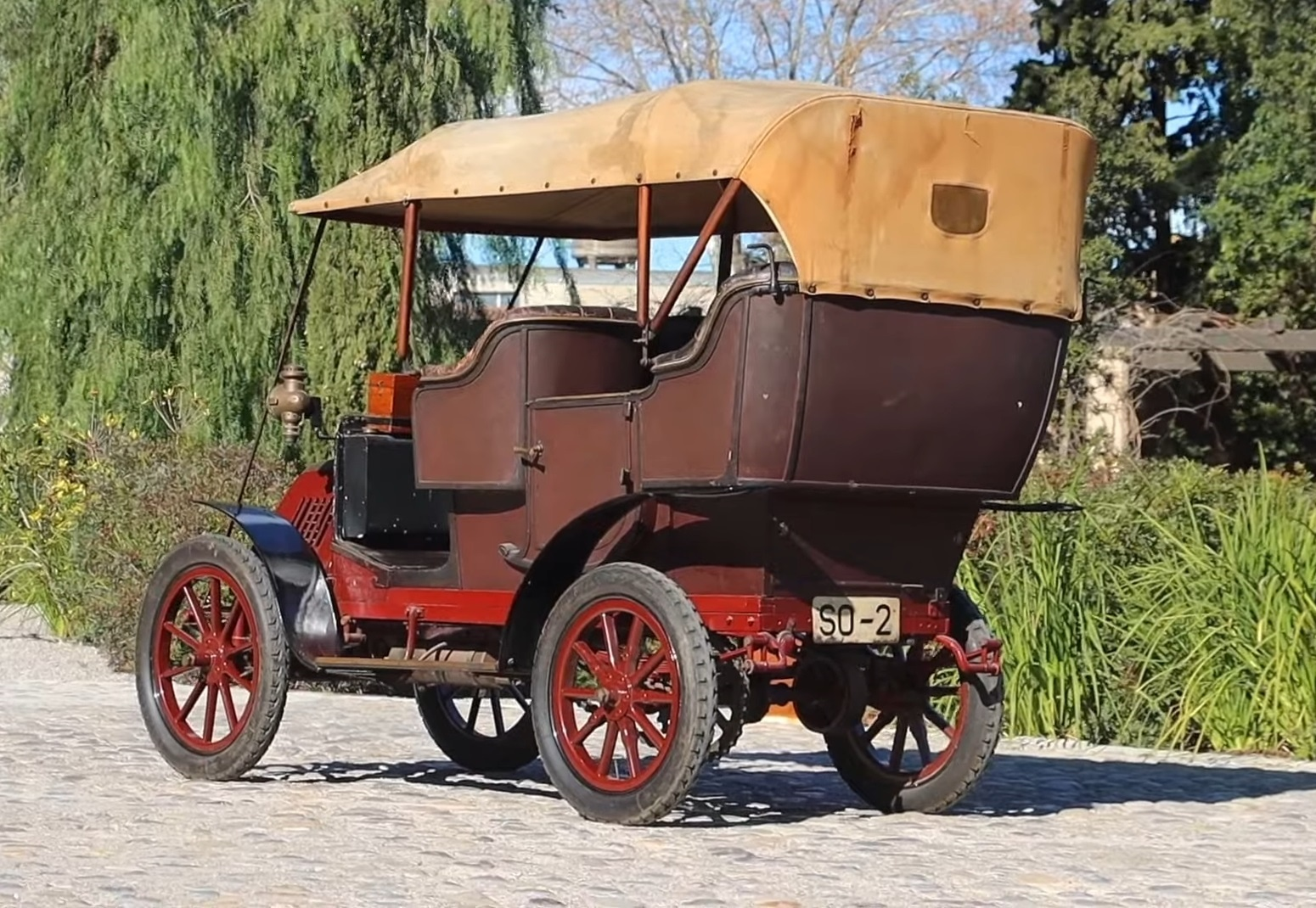
La Cuadra Centauro 7,5 HP.

Der La Cuadra Centauro 7,5 HP ist ein Pkw. Hersteller war La Cuadra aus Barcelona.

## Beschreibung
Das Unternehmen hatte zunächst Elektro- und Hybridelektrokraftfahrzeuge entwickelt, brach die Versuche aber im August 1900 wegen Erfolglosigkeit ab. Marc Birkigt entwarf daraufhin zwei Fahrzeuge mit Ottomotoren, die den Zusatz Centauro erhielten. Der 7,5 HP war stärker motorisiert als der La Cuadra Centauro 4,5 HP.
Der Zweizylindermotor hatte 80 mm Bohrung und 110 mm Hub. Das ergab 1106 cm³ Hubraum. Die Leistung betrug 7,5 PS. Der Motor hatte Wasserkühlung. Er war vorn im Fahrgestell eingebaut und trieb die Hinterachse an.
Bekannt sind Aufbauten als Doppelphaeton mit seitlichen Türen, die den Zugang zur hinteren Sitzbank ermöglichten.

## Produktionszahlen
Die Produktionszahlen blieben gering.
Ein Fahrzeug ist erhalten geblieben. Es trägt das spanische Kennzeichen SO-2. Erstbesitzer war Javier Olozábal Ramey. Miguel Mateu entdeckte das Fahrzeug Ende der 1920er Jahre, kaufte und restaurierte es. Es befindet sich weiterhin im Besitz der Mateu-Familie.